# Alioune Diouf (lutte)
Pour les articles homonymes, voir Diouf et Alioune Diouf (homonymie).
Alioune Diouf (né le 15 novembre 1966) est un lutteur franco-sénégalais.

## Carrière
Il dispute les compétitions internationales de lutte sous les couleurs du Sénégal, dont notamment les Jeux olympiques de 1992, 1996 et 2000, sauf lors de sa dernière compétition, les Championnats d'Europe de lutte 2003, où il concourt sous les couleurs de la France dans la catégorie des moins de 96 kg en lutte libre.

## Palmarès

### Championnats d'Afrique de lutte
- Médaille d'or en lutte libre dans la catégorie des moins de 85 kg aux Championnats d'Afrique de lutte 1998
- Médaille d'or en lutte libre dans la catégorie des moins de 85 kg aux Championnats d'Afrique de lutte 1997
- Médaille d'or en lutte libre dans la catégorie des moins de 82 kg aux Championnats d'Afrique de lutte 1996
- Médaille d'or en lutte libre dans la catégorie des moins de 82 kg aux Championnats d'Afrique de lutte 1994
- Médaille d'argent en lutte libre dans la catégorie des moins de 85 kg aux Championnats d'Afrique de lutte 2000
- Médaille d'argent en lutte libre dans la catégorie des moins de 90 kg aux Championnats d'Afrique de lutte 1993
- Médaille d'argent en lutte gréco-romaine dans la catégorie des moins de 100 kg aux Championnats d'Afrique de lutte 1992

### Jeux africains
- Médaille d'argent en lutte libre dans la catégorie des moins de 82 kg aux Jeux africains de 1995

### Jeux de la Francophonie
- Médaille de bronze en lutte libre dans la catégorie des moins de 82 kg aux Jeux de la Francophonie 1994